# Coenonympha italica
Coenonympha italica är en fjärilsart som beskrevs av Ruggero Verity 1913. Coenonympha italica ingår i släktet Coenonympha och familjen praktfjärilar. Inga underarter finns listade i Catalogue of Life.